# Gongyuan, Shandong
Gongyuan (kinesiska: 公园, 公园街道) är en socken i Kina. Den ligger i provinsen Shandong, i den östra delen av landet, omkring 95 kilometer öster om provinshuvudstaden Jinan. Antalet invånare är 58 890. Befolkningen består av 29 340 kvinnor och 29 550 män. Barn under 15 år utgör 9,0 %, vuxna 15-64 år 81 %, och äldre över 65 år 9,0 %.
Genomsnittlig årsnederbörd är 769 millimeter. Den regnigaste månaden är juli, med i genomsnitt 284 mm nederbörd, och den torraste är januari, med 7 mm nederbörd.